# حزب الوحدة الوطنية (كندا)
حزب الوحدة الوطنية (بالإنجليزية: National Social Christian Party) حزبًا سياسيًا كنديًا شكله أدريان أركاند في فبراير 1934. تعامل الحزب مع معاداة السامية، والنازية للزعيم الألماني أدولف هتلر. عرف الحزب لاحقًا باسم حزب الوحدة الوطنية الاشتراكية الكندية أو حزب الوحدة الوطنية.

## الثلاثينات
تم تشكيل الحزب من قبل أدريان أركاند في فبراير 1934. عرف باسم الحزب الاشتراكي القومي المسيحي. كان أركاند فاشيًا ومعادًيا للسامية في كيبيك. من المعجبين بأدولف هتلر، أشار أركاند إلى نفسه باسم «الفوهرر الكندي».
في أكتوبر 1934، اندمج الحزب مع الحزب الوطني الكندي، الذي كان مقره في مقاطعات البراري. بحلول منتصف الثلاثينيات من القرن الماضي، حقق الحزب بعض النجاح، حيث تمركز بضعة آلاف من الأعضاء في كيبيك وكولومبيا البريطانية وألبرتا.
كانت المجموعة معروفة بالعامية باسم «القمصان الزرقاء»، وكانت تقاتل عادة مع المهاجرين والأقليات الكندية والجماعات اليسارية. تباهت المجموعة بأنها ستسيطر على السلطة في كندا، لكن الحزب بالغ في حجم تأثيره.

## الحظر
في 30 أيار (مايو) 1940، تم حظر الحزب بموجب قانون الدفاع عن كندا لقانون تدابير الحرب، وتم اعتقال واحتجاز أركاند والعديد من أتباعه طوال فترة الحرب.

## ما بعد الحرب
خاض أركاند الانتخابات الفيدرالية عام 1949 كمرشح لحزب الوحدة الوطنية. احتل المركز الثاني وحصل على 5,590 صوتًا (29.1٪ من الإجمالي). احتل المرتبة الثانية مرة أخرى بحصوله على 39 في المائة من الأصوات عندما خاض الانتخابات باعتباره «قوميا» في الانتخابات الفيدرالية لعام 1953.
كان آخر حدث علني للحزب هو تجمع حاشد في 14 نوفمبر 1965 في ملعب بول ساوفي بمونتريال بحضور 850 من أتباع أركاند.